# Barànovo (Tomsk)
|  | Per a altres significats, vegeu «Barànovo». |

Barànovo (en rus: Бараново) és un poble de l'óblast de Tomsk, a Rússia, que el 2021 tenia dos habitants.